# Hugo – djungeldjuret
Hugo – djungeldjuret (danska: Jungledyret) är en dansk animerad film från 1993 om djungeldjuret Hugo, regisserad och skriven av Stefan Fjeldmark och Flemming Quist Møller.

## Handlingen
Djungeldjuret Hugo är världens mest sällsynta djur som alla vill få tag på. En dag blir han tillfångatagen av filmstjärnan Izabella Scorpio, men han rymmer ifrån henne och hamnar av misstag på en båt som åker till Köpenhamn. I staden träffar Hugo den söta och tuffa rävflickan Rita och sedan får de vara med om ett roligt och farligt äventyr.

## Rollista
- Jesper Klein — Hugo och Dellekaj
- Mek Pek — Hugo (sång)
- Kaya Brüel — Rita
- Søs Egelind — Zik och Zak
- Jytte Abildstrøm — Izabella Scorpio
- Flemming Quist Møller — Conrad Cupmann
- Anne Marie Helger — Puddelens Sabina
- Helle Ryslinge — Ritas mamma
- Thomas Winding — berättare
- Anne Maria Ottersen
- Axel Strøbye
- Carl Quist Møller
- Christian Sievret
- Emil Tarding
- Jannie Faurschou
- Karsten Kiilerich
- Kirsten Rolffes
- Laila Miermont
- Mia Lerdam
- Pia Bovin

### Svenska röster
- Marie Bergman — Hugo
- Nina Gunke — Rita Räv / Ritas mamma
- Eva Rydberg — Izabella / Sabina Sandhurst
- Peter Harryson — Konrad
- Johannes Brost — Bullekaj / lejonet
- Håkan Mohede — ormen
- Mathilde Hebrand — Rosalyn Sandhurst
- Fredrik Hebrand — Billt Sandhurst
- Flemming Quist Møller — Rasmus Råtta
- Röstregi — Stellan Olsson
- Dialog — Siw Johansson
- Sångtexter — Hans-Henrik Ley
- Producent — Eivind Seiness
- Svensk version producerad av The Sound Factory[7][8]

## Om filmen
Filmen har fått en fortsättning som heter Djungeldjuret Hugo – den stora filmhjälten. Den är en samproduktion mellan Norge, Danmark och Sverige som även har gjort en tecknad tv-serie med Hugo.
Filmerna finns utgivna på VHS och DVD.